# Giovanna Trilliniová
Giovanna Trilliniová (* 17. května 1970 Jesi, Itálie) je bývalá italská sportovní šermířka, která se specializovala na šerm fleretem.
Itálii reprezentovala v devadesátých letech a v prvním desetiletí jednadvacátého století. Na olympijských hrách startovala v roce 1992, 1996, 2000, 2004 a 2008 v soutěži jednotlivkyň a družstev. V soutěži jednotlivkyň získala na olympijských hrách jednu zlatou (1992), jednu stříbrnou (2004) a dvě bronzové (1996, 2000) olympijské medaile. V roce 1991 a 1997 získala v soutěži jednotlivkyň titul mistryně světa. S italským družstvem fleretistek vybojovala na olympijských hrách tři zlaté (1992, 1996, 2000) a jednu bronzovou (2008) olympijskou medaili. S družstvem fleretistek vybojovala celkem sedm titulů mistryň světa (1990, 1991, 1995, 1997, 1998, 2001, 2004) a dva tituly mistryň Evropy (1999, 2001).